# ヤスオ・マツイ
ヤスオ・マツイ （英語：Yasuo Matsui、1877年 - 1962年）は、20世紀に活動した日系アメリカ人建築家 。

## 前半生
1898年（明治31年）に日本からアメリカ合衆国に渡り、マサチューセッツ市工業学校を経てカリフォルニア大学に入学した。1904年、ニューヨークに永住することを決意し、ニューヨーク美術建築協会に加入。その後アーネスト・フラッグの下で働く。エンパイア・ステート・ビルディングに取り組んだ建築家の一人となる。 
最終的には東海岸にある多くの著名な超高層ビルのプロジェクトに関わっていた建築事務所であるF.H. Dewey＆Companyの社長に就任。最も著名なプロジェクトは、71階建ての40 ウォール・ストリートビルである。また1939年の世界博覧会で日本館をデザインした。

## 第二次世界大戦
アメリカ在住の他の著名な日本人とともに、マツイは真珠湾攻撃後FBIに逮捕された。彼は1941年12月8日にエリス島に連れて行かれ、1942年2月に仮釈放されるまで2か月間拘禁された。その後も戦争中は渡航の自由は縮小され、毎月連邦政府に活動を報告しなければならず、カメラを所有することは禁じられた。マツイは1945年10月に仮釈放が発表された。

## 死去
アメリカ国民に帰化したマツイは1962年に死去した。死去時、家族は既婚の娘がいた。

## 書誌
- Matsui, Yasuo (1930年3月1日). “Architect Explains Tower Height: finds observatory still among highest of skyscrapers standing today” (PDF). Fultonhistory.com 2015年6月10日閲覧。